# Dermawuhardjo
Dermawuhardjo is een bestuurslaag in het regentschap Tuban van de provincie Oost-Java, Indonesië. Dermawuhardjo telt 1384 inwoners (volkstelling 2010).